# Hypena cnephodelta
Hypena cnephodelta là một loài bướm đêm trong họ Erebidae.